# Ziegelhof (Morsleben)

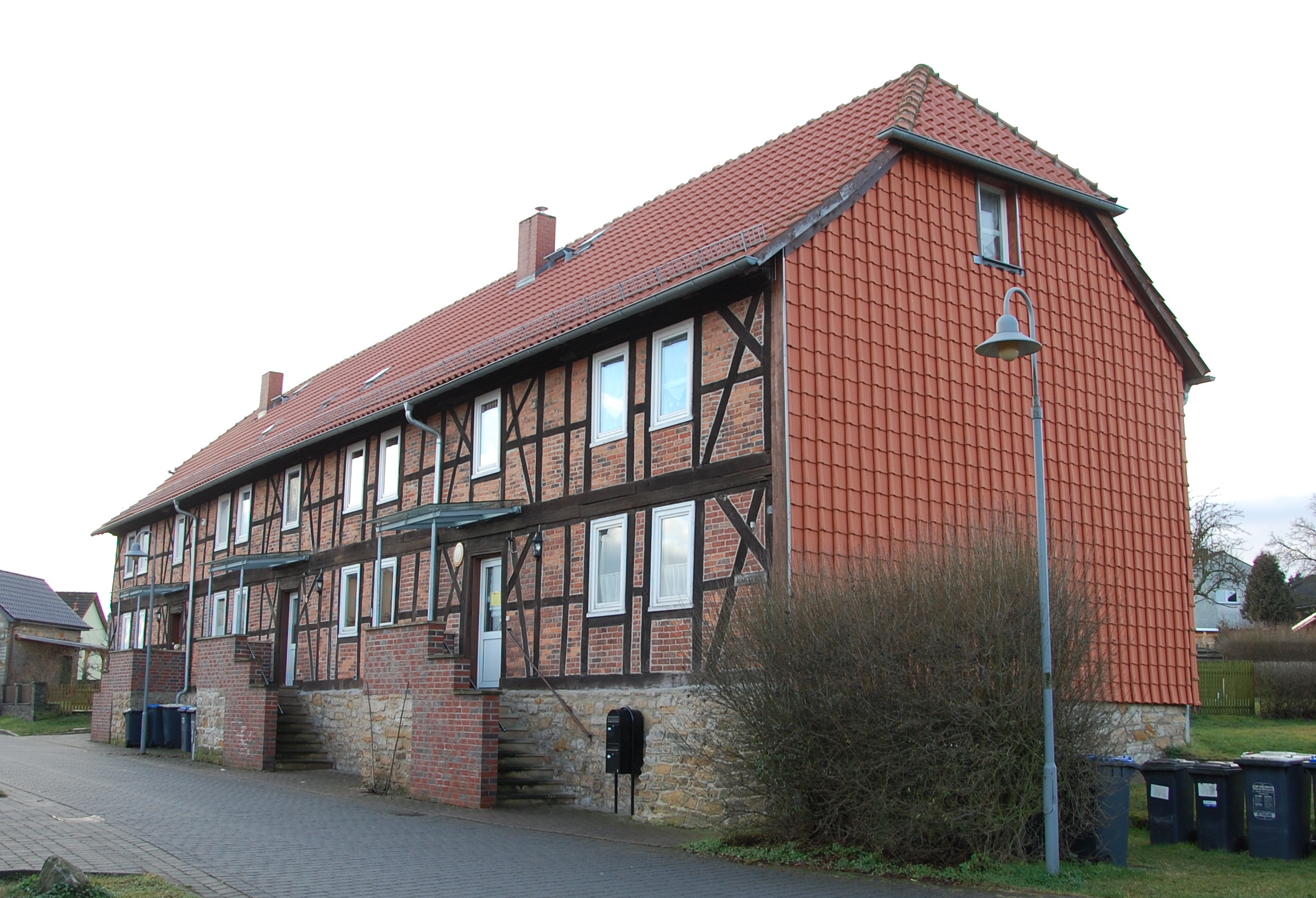
Ziegelhof, Blick von Norden

Der Ziegelhof ist ein denkmalgeschütztes Wohnhaus in Morsleben in Sachsen-Anhalt.

## Lage
Es befindet sich an der Adresse Ackerstraße 16, im westlichen Teil Morslebens auf der Südseite der Ackerstraße. In der Vergangenheit bestand als Adressierung die Ackerstraße 38.

## Architektur und Geschichte
Das langgestreckte zweigeschossige Fachwerkhaus entstand vermutlich nach 1800 und gilt als prägend für das Straßenbild. Am Fachwerk finden sich auf beiden Seiten der Eckständer Mann-Figuren. Die Gefache sind mit Ziegelsteinen ausgemauert. Bedeckt ist das Gebäude mit einem Satteldach, das jedoch über den beiden Giebeln jeweils abgewalmt ist.
Im örtlichen Denkmalverzeichnis ist das Gebäude unter der Erfassungsnummer 094 84161 als Schnitterkaserne verzeichnet.